# 8 Aquilae
Désignations
8 Aquilae (en abrégé 8 Aql), également désignée V1729 Aquilae, est une étoile variable de la constellation de l'Aigle, située à ∼ 270,6 a.l. (∼ 83 pc) de la Terre.